# Hutirske, Petrîkivka
Hutirske (în ucraineană Хутірське) este o comună în raionul Petrîkivka, regiunea Dnipropetrovsk, Ucraina, formată numai din satul de reședință.

## Demografie
Componența lingvistică a satului Hutirske
     Ucraineană (97,09%)
     Rusă (2,17%)
     Alte limbi (0,37%)
Conform recensământului din 2001, majoritatea populației satului Hutirske era vorbitoare de ucraineană (97,09%), existând în minoritate și vorbitori de rusă (2,17%).